# Paracles variegata
Paracles variegata là một loài bướm đêm thuộc phân họ Arctiinae, họ Erebidae.